# Trevor Linden
Trevor John Linden, född 11 april 1970 i Medicine Hat, Alberta, är en kanadensisk före detta professionell ishockeyspelare och före detta president of hockey operations för Vancouver Canucks. 
Han spelade för Vancouver Canucks, New York Islanders, Montreal Canadiens och Washington Capitals i NHL från 1988 till 2008.
Linden var lagkapten i Vancouver Canucks från 1990 till 1997 och i New York Islanders från 1997 till 1999.
Från 1998 till 2006 fungerade Trevor Linden som president för spelarorganisationen NHLPA.
Linden blev utsedd till president of hockey operations för Vancouver Canucks den 9 april 2014. Han avgick den 25 juli 2018.

## Statistik

### Klubbkarriär
| 1985–86    | Medicine Hat Tigers | AMHL       | 40   | 14  | 22  | 36  | 14  | —   | —  | —  | —  | —   |
| 1985–86    | Medicine Hat Tigers | WHL        | 5    | 2   | 0   | 2   | 0   | 6   | 1  | 0  | 1  | 0   |
| 1986–87    | Medicine Hat Tigers | WHL        | 72   | 14  | 22  | 36  | 59  | 20  | 5  | 4  | 9  | 17  |
| 1987–88    | Medicine Hat Tigers | WHL        | 67   | 46  | 64  | 110 | 76  | 16  | 13 | 12 | 25 | 19  |
| 1988–89    | Vancouver Canucks   | NHL        | 80   | 30  | 29  | 59  | 41  | 7   | 3  | 4  | 7  | 8   |
| 1989–90    | Vancouver Canucks   | NHL        | 73   | 21  | 30  | 51  | 43  | —   | —  | —  | —  | —   |
| 1990–91    | Vancouver Canucks   | NHL        | 80   | 33  | 37  | 70  | 65  | 6   | 0  | 7  | 7  | 2   |
| 1991–92    | Vancouver Canucks   | NHL        | 80   | 31  | 44  | 75  | 101 | 13  | 4  | 8  | 12 | 6   |
| 1992–93    | Vancouver Canucks   | NHL        | 84   | 33  | 39  | 72  | 64  | 12  | 5  | 8  | 13 | 16  |
| 1993–94    | Vancouver Canucks   | NHL        | 84   | 32  | 29  | 61  | 73  | 24  | 12 | 13 | 25 | 18  |
| 1994–95    | Vancouver Canucks   | NHL        | 48   | 18  | 22  | 40  | 40  | 11  | 2  | 6  | 8  | 12  |
| 1995–96    | Vancouver Canucks   | NHL        | 82   | 33  | 47  | 80  | 42  | 6   | 4  | 4  | 8  | 6   |
| 1996–97    | Vancouver Canucks   | NHL        | 49   | 9   | 31  | 40  | 27  | —   | —  | —  | —  | —   |
| 1997–98    | Vancouver Canucks   | NHL        | 42   | 7   | 14  | 21  | 49  | —   | —  | —  | —  | —   |
| 1997–98    | New York Islanders  | NHL        | 25   | 10  | 7   | 17  | 33  | —   | —  | —  | —  | —   |
| 1998–99    | New York Islanders  | NHL        | 82   | 18  | 29  | 47  | 32  | —   | —  | —  | —  | —   |
| 1999–00    | Montreal Canadiens  | NHL        | 50   | 13  | 17  | 30  | 34  | —   | —  | —  | —  | —   |
| 2000–01    | Montreal Canadiens  | NHL        | 57   | 12  | 21  | 33  | 52  | —   | —  | —  | —  | —   |
| 2000–01    | Washington Capitals | NHL        | 12   | 3   | 1   | 4   | 8   | 6   | 0  | 4  | 4  | 14  |
| 2001–02    | Washington Capitals | NHL        | 16   | 1   | 2   | 3   | 6   | —   | —  | —  | —  | —   |
| 2001–02    | Vancouver Canucks   | NHL        | 64   | 12  | 22  | 34  | 65  | 6   | 1  | 4  | 5  | 0   |
| 2002–03    | Vancouver Canucks   | NHL        | 71   | 19  | 22  | 41  | 30  | 14  | 1  | 2  | 3  | 10  |
| 2003–04    | Vancouver Canucks   | NHL        | 82   | 14  | 22  | 36  | 26  | 7   | 0  | 0  | 0  | 6   |
| 2005–06    | Vancouver Canucks   | NHL        | 82   | 7   | 9   | 16  | 15  | —   | —  | —  | —  | —   |
| 2006–07    | Vancouver Canucks   | NHL        | 80   | 12  | 13  | 25  | 34  | 12  | 2  | 5  | 7  | 6   |
| 2007–08    | Vancouver Canucks   | NHL        | 59   | 7   | 5   | 12  | 15  | —   | —  | —  | —  | —   |
| NHL totalt | NHL totalt          | NHL totalt | 1382 | 375 | 492 | 867 | 895 | 124 | 34 | 65 | 99 | 104 |

### Internationellt
| År            | Lag           | Turnering     |    | Matcher | Mål | Assists | Poäng | Utv. |
| ------------- | ------------- | ------------- | -- | ------- | --- | ------- | ----- | ---- |
| 1988          | Kanada        | JVM           | 7  | 1       | 0   | 1       | 0     |      |
| 1991          | Kanada        | VM            | 10 | 1       | 4   | 5       | 4     |      |
| 1996          | Kanada        | WC            | 8  | 1       | 1   | 2       | 0     |      |
| 1998          | Kanada        | OS            | 6  | 1       | 0   | 1       | 10    |      |
| 1998          | Kanada        | VM            | 6  | 1       | 4   | 5       | 4     |      |
| Senior totalt | Senior totalt | Senior totalt | 30 | 4       | 9   | 13      | 18    |      |